# Sami Krounful
Sami Krounful (ur. 1940, zm. 1 lutego 2005 w Bejrucie) - dyplomata libański.
W ciągu wieloletniej kariery dyplomatycznej pracował na placówkach w Rosji, Arabii Saudyjskiej, Kuwejcie, Maroku i Francji. W randze ambasadora reprezentował Liban w Tunezji, Maroku i Egipcie, a także przy Lidze Państw Arabskich. Od 2003 był stałym przedstawicielem Libanu przy ONZ.
Z powodu ciężkiej choroby (rak) miał zakończyć misję dyplomatyczną przy ONZ w kwietniu 2005, zmarł wcześniej w trakcie leczenia w Bejrucie.